# Anthomyza drachma
Anthomyza drachma är en tvåvingeart som beskrevs av Masahiro Sueyoshi och Rohacek 2003. Anthomyza drachma ingår i släktet Anthomyza och familjen sumpflugor. Inga underarter finns listade i Catalogue of Life.